# حمله رژه کریسمس ۲۰۲۱ واکیشا
در روز ۲۱ نوامبر ۲۰۲۱، حدود ساعت ۴:۳۹ بعد از ظهر به وقت محلی، یک خودروی فورد اسکیپ شاسی‌بلند قرمز رنگ با عبور کردن از موانع راندن در در میان راه‌پیمایی سالانه کریسمس واکیشا، ویسکانسین در یک حمله آشکار خودرویی، باعث کشته شدن ۵ تن و مجروح شدن ۴۸ تن شد